# Aristida oligospira
Aristida oligospira är en gräsart som först beskrevs av Eduard Hackel, och fick sitt nu gällande namn av Johannes Jan Theodoor Henrard. Aristida oligospira ingår i släktet Aristida och familjen gräs. Inga underarter finns listade i Catalogue of Life.